# Ахмад Абу ас-Соуд
Ахмад Абу ас-Соуд (араб. أحمد أبو السعود, нар. 7 травня 1995 року, Амман)— йорданський гімнаст. Перший в історії Йорданії та арабського світу призер чемпіонату світу.

## Біографія
Здобув освіту в Йорданському університеті (фізичне виховання).

## Спортивна кар'єра
Спортивною гімнастикою почав займатися в чотирирічному віці через гіперактивність. До 18 років виступав по багатоборству, після чого вирішив сконцентруватися на вправі на коні. В 2015 році думав про завершення кар'єри, однак тренер Гурген Сіреканян вмовив продовжити тренування.
2019
Після п'ятнадцятирічної кар'єри без медалей на чемпіонаті Азії в Улан-Баторі, Монголія, здобув впевнену перемогу у вправі на коні.
2022
На чемпіонаті світу в Катарі засмутився якістю свого виконання вправи на коні в фіналі змагань та покинув зал. Пізніше йому зателефонували та повідомили про здобуття срібної нагороди.
2023
На чемпіонаті світу в Антверпені, Бельгія, виборов бронзову нагороду в фіналі вправи на коні, якої не вистачило для здобуття олімпійської ліцензії в Париж.
2024
В серії кваліфікаційних на літні Олімпійські ігри в Парижі, Франція, етапів кубку світу набрав 85 очок у вправі на коні, посів перше місце в рейтингу та здобув особисту олімпійську ліцензію.

## Результати на турнірах
| Рік  | Змагання              | КБ | ІБ | Вільні вправи | Кінь | Кільця | Опорний стрибок | Паралельні бруси | Перекладина |
| ---- | --------------------- | -- | -- | ------------- | ---- | ------ | --------------- | ---------------- | ----------- |
| 2019 | Чемпіонат Азії        |    |    |               | 1    |        |                 |                  |             |
| 2022 | Кубок світу в Досі    |    |    |               | 11   |        |                 |                  |             |
| 2022 | Кубок світу в Каїрі   |    |    |               | 3    |        |                 |                  |             |
| 2022 | Чемпіонат Азії        |    |    |               | 1    |        |                 |                  |             |
| 2022 | Чемпіонат світу       |    |    |               | 2    |        |                 |                  |             |
| 2023 | Кубок світу в Досі    |    |    |               | 16   |        |                 |                  |             |
| 2023 | Кубок світу в Баку    |    |    |               | 26   |        |                 |                  |             |
| 2023 | Кубок світу в Котбусі |    |    |               | 8    |        |                 |                  |             |
| 2023 | Чемпіонат Азії        |    |    |               | 2    |        |                 |                  |             |
| 2023 | Чемпіонат світу       |    |    |               | 3    |        |                 |                  |             |
| 2024 | Кубок світу в Каїрі   |    |    |               | 1    |        |                 |                  |             |
| 2024 | Кубок світу в Котбусі |    |    |               | 2    |        |                 |                  |             |
| 2024 | Кубок світу в Баку    |    |    |               | 5    |        |                 |                  |             |
| 2024 | Кубок світу. Доха     |    |    |               | 1    |        |                 |                  |             |